# Campeonato Maranhense de Futebol de 1986
O Campeonato Maranhense de Futebol de 1986 foi a 65º edição da divisão principal do campeonato estadual do Maranhão. O campeão foi o Sampaio Corrêa que conquistou seu 19º título na história da competição. O artilheiro do campeonato foi Joãozinho Néri, jogador do Sampaio Corrêa, com 7 gols marcados.

## Premiação
| Campeonato Maranhense de 1986       |
| São Luís                            |
| ----------------------------------- |
| Sampaio Corrêa Campeão (19º título) |